# Episodi di Law & Order - Unità vittime speciali (quindicesima stagione)
La quindicesima stagione della serie televisiva Law & Order - Unità vittime speciali, composta da 24 episodi, è stata trasmessa in prima visione negli Stati Uniti da NBC dal 25 settembre 2013 al 21 maggio 2014.
In Italia la stagione è stata trasmessa in prima visione dal 3 ottobre al 19 dicembre 2014 su Premium Crime; in chiaro è stata trasmessa per la prima volta su TOP Crime dal 18 novembre 2015 al 3 febbraio 2016.

Il cast principale durante la quindicesima stagione:
Raúl Esparza (Rafael Barba), Dann Florek (Cap. Donald Cragen, fino all'undicesimo episodio), Danny Pino (Det. Nicholas Amaro), Mariska Hargitay (Det. Olivia Benson), Kelli Giddish (Det. Amanda Rollins), Richard Belzer (Det. John Munch, fino al quinto episodio) e Ice-T (Det. Odafin Tutuola).

| nº | Titolo originale   | Titolo italiano           | Prima TV USA      | Prima TV Italia  |
| -- | ------------------ | ------------------------- | ----------------- | ---------------- |
| 1  | Surrender Benson   | Arrenditi Benson          | 25 settembre 2013 | 3 ottobre 2014   |
| 2  | Imprisoned Lives   | Vite distrutte            | 25 settembre 2013 | 3 ottobre 2014   |
| 3  | American Tragedy   | Pregiudizi                | 2 ottobre 2013    | 10 ottobre 2014  |
| 4  | Internal Affairs   | Affari di famiglia        | 9 ottobre 2013    | 10 ottobre 2014  |
| 5  | Wonderland Story   | Favole                    | 16 ottobre 2013   | 17 ottobre 2014  |
| 6  | October Surprise   | Il lato oscuro            | 23 ottobre 2013   | 17 ottobre 2014  |
| 7  | Dissonant Voice    | Diffamazioni              | 6 novembre 2013   | 24 ottobre 2014  |
| 8  | Military Justice   | Una vittima inaspettata   | 13 novembre 2013  | 24 ottobre 2014  |
| 9  | Rapist Anonymous   | Stupratore anonimo        | 20 novembre 2013  | 31 ottobre 2014  |
| 10 | Psycho Terapist    | Ossessioni                | 8 gennaio 2014    | 31 ottobre 2014  |
| 11 | Amaro's One-Eighty | Sotto processo            | 15 gennaio 2014   | 7 novembre 2014  |
| 12 | Jersey Breakdown   | Ricatti                   | 22 gennaio 2014   | 7 novembre 2014  |
| 13 | Betrayal's Climax  | La gang                   | 29 gennaio 2014   | 14 novembre 2014 |
| 14 | Wednesday's Child  | Un figlio indesiderato    | 5 febbraio 2014   | 14 novembre 2014 |
| 15 | Comic Pervesion    | Spettacoli indecenti      | 26 febbraio 2014  | 21 novembre 2014 |
| 16 | Gridiron Soldier   | Prova di coraggio         | 5 marzo 2014      | 21 novembre 2014 |
| 17 | Gambler's Fallacy  | Sotto copertura           | 12 marzo 2014     | 28 novembre 2014 |
| 18 | Criminal Stories   | Crimine d'onore           | 19 marzo 2014     | 28 novembre 2014 |
| 19 | Downloaded Child   | Infanzia violata          | 2 aprile 2014     | 5 dicembre 2014  |
| 20 | Beast's Obsession  | L'ossessione della bestia | 9 aprile 2014     | 5 dicembre 2014  |
| 21 | Post-Mortem Blues  | Post-Mortem Blues         | 30 aprile 2014    | 12 dicembre 2014 |
| 22 | Reasonable Doubt   | Ragionevole dubbio        | 7 maggio 2014     | 12 dicembre 2014 |
| 23 | Thought Criminal   | Pensieri criminali        | 14 maggio 2014    | 19 dicembre 2014 |
| 24 | Spring Awakening   | Una casa per Noah         | 21 maggio 2014    | 19 dicembre 2014 |

## Arrenditi Benson (2)
- Titolo originale: Surrender Benson
- Diretto da: Michael Smith
- Scritto da: Warren Leight e Julie Martin

### Trama
Olivia Benson si trova costretta ad affrontare William Lewis, il suo rapitore e stupratore. L'iniziale telefonata di Brian Cassidy, con cui aveva un appuntamento, le da una speranza, ma l'agente dice di essere bloccato al Distretto del Bronx, per lavoro. Le ore si trasformano in giorni e, senza alcuna notizia da parte del detective Benson, l'Unità vittime speciali prende misure drastiche per trovare lei e il suo rapitore. Mentre Benson combatte per la sua vita, la sua squadra segue una scia di vittime di omicidi e stupri in tutta Long Island, il che li porta a temere che possa essere troppo tardi. Olivia riesce a liberarsi e riesce a mettere Lewis fuori combattimento e per precauzione lo ammanetta a un letto di ferro e rimasti soli Olivia e Lewis si affrontano psicologicamente dove Lewis spiega come mai è l'uomo che è adesso rivelando che da bambino aveva visto sotto i suoi occhi il padre stuprare la sua babysitter per portarlo poi a prendere un gelato come se non fosse successo niente e lo shock lo fece impazzire rendendolo ciò che divenne da adulto in quanto Lewis ritenne che fosse quello lo scopo per cui era nato ovvero stuprare e torturare e terrorizzare e anche uccidere donne e ragazze solo per godere del loro dolore e terrore. Olivia, rimasta sconvolta dalla malvagità di Lewis e di come egli sia privo di qualsiasi sentimento, decide di picchiarlo con una sbarra di ferro riducendolo in fin di vita. Successivamente Olivia chiama i suoi amici che arrestano Lewis sbattendolo in prigione. 
- Nota: questo episodio è la seconda parte che prosegue la trama iniziata nell'ultimo episodio della stagione precedente, ed è il secondo del "Ciclo narrativo di William Lewis".
- Guest Star: Pablo Schreiber (Psicopatico William Lewis), Robin de Jesús (Jose Silva), Dean Winters (Agente Brian Cassidy), Lauren Ambrose (Avvocatessa Vanessa Mayer), Bill Irwin (Dr. Peter Lindstrom).

## Vite distrutte
- Titolo originale: Imprisoned Lives
- Diretto da: Michael Slovis
- Scritto da: Warren Leight e Julie Martin

### Trama
Olivia Benson è ancora traumatizzata dai recenti fatti legati allo psicopatico William Lewis, e si reca per la prima volta nel suo appartamento, insieme a Brian Cassidy, che cerca di aiutarla a sistemare le cose. Durante le sedute con lo psicologo del distretto, il  dottor Peter Lindstrom analizza le cose, e si sente finalmente pronta a ricominciare con la vita di sempre, seppur ancora molto provata dall'accaduto. Simbolicamente si taglia i capelli, come simbolo di un nuovo inizio. Proprio mentre Benson torna dal suo congedo di due mesi, un bambino abbandonato a Times Square guida l'Unità vittime speciali verso altre vittime nel seminterrato di una casa, di proprietà di un certo Sonny Minetti, figlio di una persona molto nota nel quartiere. La squadra trova una vera e propria casa degli orrori, dove il bambino ritrovato ha passato tutta la sua infanzia. Le persone imprigionate si trovano lì da parecchio tempo, una delle vittime era infatti scomparsa dal 2002, ma il proprietario nega di conoscere la situazione, perché non va in quel posto da anni. Successive indagini fanno uscire fuori due nuove figure, i misteriosi "Pa" e "Ma", responsabili dei rapimenti. Mentre lavorano per risolvere un caso vecchio di dieci anni, Benson cerca di dimostrare a se stessa che è pronta per tornare al lavoro, nonostante le riserve del capitano Cragen e del suo nuovo terapeuta, il dottor Lindstrom.
- Guest star: Bill Irwin (Dottor Peter Lindstrom), Angela Lewis (Rhonda Davis), Pablo Schreiber (William Lewis), Dean Winters (Agente Brian Cassidy), Michael Massee (Michael "Pa" Williams), Angela Christian (April "Ma" Hendricks) Agatha Nowicki (Kayla "Sissy" Greyland).
- Citazioni: "Non ti piacciono i miei capelli?" - "Ricresceranno!" (Scambio di battute tra Olivia e Nick ).

## Pregiudizi
- Titolo originale: American Tragedy
- Diretto da: Fred Berner
- Scritto da: Warren Leight (sceneggiatura), Julie Martin (sceneggiatura) e Jill Abbinanti (soggetto)

### Trama
Una donna racconta alla detective Benson di essere stata aggredita, entrando nei particolari, che sono decisamente simili a quelli di un'altra aggressione già avvenuta a New York. L'Unità vittime speciali dà quindi la caccia ad uno stupratore seriale nero, che ha sempre lo stesso modus operandi. Ad ormai tre mesi dall'aggressione, Olivia è ancora scossa per i fatti legati a William Lewis, e si sfoga dando un pugno ad uomo per strada che le aveva solo detto una frase fuori luogo. L'identikit non porta a nulla di buono, perché presenta un ritratto davvero troppo generico, fatto secondo le testimonianze delle vittime. Nel frattempo viene scoperta una nuova aggressione, la terza, di una donna ricoverata al St. Michael Hospital, che lo descrive nei dettagli. Una donna di nome Jolene Castille,  celebre chef della televisione, terrorizzata dagli eventi, finisce per sparare ad un adolescente di colore per autodifesa e lo riduce in fin di vita, pensando fosse lo stupratore seriale, e scoprendo in seguito però che il ragazzo era innocente. I genitori, interrogati, lo difendono dicendo che si tratta di un errore di persona, mentre il ragazzo, dopo il ricovero in ospedale in terapia intensiva, finisce per morire, mentre poco dopo viene fermato il vero colpevole, Willie Smith. Il caso si evolve quindi in un processo per omicidio con l'aggravante di razzismo, facendo pressioni sul viceprocuratore Barba per ottenere una condanna. 
- Nota: si tratta del terzo episodio dedicato al "Ciclo narrativo di William Lewis", composto in totale di sei puntate.
- Guest Star: Cybill Shepherd (Jolene Castille), Kevin Carroll (Cory Carter), Pablo Schreiber (William Lewis), Francis Jue (giudice Steven Ong), Tamara Tunie (dottoressa Melinda Warner), Bill Irwin (dottor Peter Lindstrom), Jeffrey Tambor (Avvocato difensore Lester Cohen), Leslie Odom, Jr. (Reverendo Curtis Scott), Joshua Boone (Stupratore Willie Smith), Alice Barrett Mitchell (Vittima Aubrey Trisler).
- Nota: Questo episodio combina elementi di due celebri casi giudiziari statunitensi, quelli della vita reale del defunto Trayvon Martin e della chef e scrittrice Paula Deen.
- Citazioni: "Bene signori ascoltatemi! Cerchiamo uno stupratore seriale nell'Upper West Side, i tre stupri sono avvenuti a meno di un chilometro l'uno dall'altro, tra le dieci di sera e l'una". - "Indossa cappuccio e berretto, nero, uno e ottanta, insegue donne sole, ed entra in casa loro". (I detective Benson ed Amaro descrivono il ricercato).

## Affari di famiglia
- Titolo originale: Internal Affairs
- Diretto da: Jean de Segonzac
- Scritto da: Kevin Fox

### Trama
Al 55mo distretto del Bronx, dove lavora Brian Cassidy, la situazione è strana, il collega Michael Groves sembra paranoico, e dice di essere stato mandato nel Bronx come vendetta per aver indagato su strane faccende del 12esimo distretto, noto a tutti per essere un posto malfamato, e gli consegna una misteriosa chiave di una cassetta di sicurezza. Quando l'agente Michael Groves viene ricoverato in un reparto psichiatrico, dopo aver accusato il suo distretto di cattiva condotta sessuale, il tenente Tucker degli Affari Interni viene coinvolto, e chiede aiuto al 16esimo distretto, dove opera l'Unità vittime speciali, per condurre le sue indagini. Tucker dice che Groves era il testimone chiave in una indagine proprio sul dodicesimo distretto, che coinvolge una ragazza fermata per ubriachezza, Tanya Jenkis, che sarebbe stata stuprata da un agente. Il tenente quindi recluta Brian Cassidy per andare sotto copertura nel distretto corrotto, offrendogli la possibilità di riconquistare il distintivo da detective. L'Unità vittime speciali osserva ogni mossa di Cassidy, coinvolto in un fermo con Amanda che si finge una potenziale vittima ubriaca, e si rende conto che potrebbe essere in grave pericolo.
- Guest star:  Dean Winters (Agente Brian Cassidy), Robert John Burke (Tenente Ed Tucker), Bill Irwin (Dottor Peter Lindstrom), Megan West (Vittima Tanya Jenkins), David Conrad (Agente West), Marc Menchaca (Agente Michael Groves), Lance Roberts (Tenente Terrence Wood).
- Nota: in questo episodio scopriamo che sia il capitano Cragen che Munch hanno fatto domanda di pensione e lasceranno presto il sedicesimo distretto.
- Citazioni: "Tutti abbiamo sentito voci sul dodicesimo, e se qualcuno sta coprendo uno stupro non la passerà liscia". (Detective Benson).

## Favole
- Titolo originale: Wonderland Story
- Diretto da: Jennifer Getzinger
- Scritto da: Ed Zuckerman (soggetto), Lawrence Kaplow (soggetto), Warren Leight (sceneggiatura) e Julie Martin (sceneggiatura)

### Trama
Il detective Munch conclude il suo incarico nella Squadra e tutti festeggiano insieme a lui, con divertenti battute di spirito. Dopo una notte di feste, una vecchia conoscenza di Olivia Benson, Sarah Walsh, vittima di uno stupro in passato, chiede aiuto a Benson quando crede di essere stata violentata di nuovo, non ricorda bene cosa sia successo, ma si è ritrovata nuda nel suo appartamento, ed è convinta che sia tornato Michael Wedmore, lo stupratore di due anni prima. Eppure l'uomo sembra avere un alibi di ferro, dopo l'interrogatorio della madre, il metodo di stupro è diverso, ed il colpevole potrebbe essere qualcun altro. La ricerca del suo reale aggressore conduce quindi gli investigatori in un mondo di feste clandestine e da un magnate dell'informatica che attacca le ragazze vulnerabili. Tra le persone vicine a Sarah c'è un certo Cameron Tyler, che ha una denuncia per stupro in passato, ma la situazione sembra più complessa. Nel frattempo, l'Unità vittime speciali sta metabolizzando il pensionamento del sergente Munch, una delle colonne portanti della squadra ormai non c'è più e, secondo il capitano Cragen tocca proprio ad Olivia Benson fare l'esame da sergente per prenderne il posto. Nell'ultimo giorno in servizio Much ricorda gli inizi di carriera alla Squadra Omicidi Baltimora, che sono narrati nella serie Homicide.
- Guest star: Sofia Vassilieva (Sarah Walsh), Clark Johnson (Meldrick Lewis), Carol Kane (Gwen Munch), Ellen McElduff (Billie Lou Hatfield), Dean Winters (Brian Cassidy), Finn Wittrock (Cameron Tyler).
- Nota: l'episodio è il seguito dell'episodio  13x06 "Fanatismi", del 2011 e segue le vicende del personaggio di Sarah Walsh.
- Nota: In questo episodio vediamo il detective Munch andare "in pensione" dalla SVU per trasferirsi al distretto, dove svolgerà gli ultimi mesi di servizio.
- Citazioni: "Olivia è il cuore dell'Unità speciale, e Fin il pancreas! Una volta gli dissi che uno stupratore colpisce a New York ogni due minuti, e lui mi rispose, Munch, prendiamo questo bastardo!". (Dal discorso di commiato del Detective Munch).

## Il lato oscuro
- Titolo originale: October Surprise
- Diretto da: Peter Werner
- Scritto da: Peter Blauner (sceneggiatura) e Warren Leight (soggetto)

### Trama
Un amico d'infanzia di Barba viene arrestato per tentato stupro e il suo legame con Alex Muñoz, un candidato sindaco di New York, mette a rischio la sua campagna elettorale. Quando un'indagine sotto copertura scopre una cattiva condotta di Muñoz, il detective Amaro e il team dell'Unità vittime speciali si chiedono se Barba possa mettere da parte i sentimenti personali per perseguire gli uomini che ammira così tanto.
- Guest star: Vincent Laresca (Alex Muñoz), Lester Holt (giornalista Channel 8 News), Kirk Acevedo (Eduardo Garcia).

## Diffamazioni
- Titolo originale: Dissonant Voices
- Diretto da: Alex Chapple
- Scritto da: John Paul Roche

### Trama
Un popolare maestro di canto e personaggio televisivo, dichiaratamente gay, è accusato di abusi sessuali da uno studente di quattro anni in una prestigiosa scuola privata. Mentre il detective Rollins esorta la squadra a concedere all'uomo il beneficio del dubbio, l'indagine di Benson scopre prove di condanna evidenti, tra cui un sex toy nascosto nella scuola, ed altre vittime si fanno avanti, raccontando la stessa storia, identica nei minimi particolari, forse persino troppo, per la memoria di bambini così piccoli. Ulteriori indagini fanno emergere però un particolare incongruente, che potrebbe far capire che forse la verità è diversa da quanto è stato raccontato.
- Guest star: Billy Porter (Jackie Walker), Clay Aiken (se stesso), Taylor Hicks (se stesso), Bill Irwin (dottor Peter Lindstrom), Jessica Phillips (viceprocuratrice Pippa Cox), Ashanti (se stessa), Kara Hayward (Rachel Burns), Hana Hayes (Brooke Allen).

## Una vittima inaspettata
- Titolo originale: Military Justice
- Diretto da: Tom DiCillo
- Scritto da: Lawrence Kaplow

### Trama
Un'agente della Guardia Costiera viene fermata mentre è in licenza a New York City, ma il poliziotto che l'arresta chiama l'Unità vittime speciali quando sembra che la donna sia stata violentata. Gli investigatori prendono di mira un gruppo di agenti della sua unità come sospetti, ma il suo ufficiale in comando ostacola le indagini. Successive investigazioni fanno emergere un clima di ostilità verso la donna da parte degli apparteneti alla sua caserma, con stupri programmati per ostacolare la sua carriera, coinvolgendo persino un omosessuale nello stupro programmato della donna. Questa, oltretutto, decide di non ribellarsi per seguire il protocollo, e lascia che la sua fama venga screditata dai militari. Quando Amaro chiede alla sua ex moglie di ottenere informazioni, mette a repentaglio il caso di Barba. 
- Guest star: Shiri Appleby (agente Amelia Albers), Terry Serpico (tenente comandante William Tavert), Aaron Dean Eisenberg (agente Matthew Wooten), Jolly Abraham (dottoressa Patel), Hector Lincoln (Jesus), Will Janowitz (agente Scott Graver), Aldo Uribe (Ozzie), John Getz (ammiraglio Vincent Albers), Laura Benanti (Maria Grazie Amaro), Delaney Williams (John Buchanan), Aida Turturro (giudice Felicia Catano).

## Stupratore anonimo
- Titolo originale: Rapist Anonymous
- Diretto da: Steve Shill
- Scritto da: Warren Leight e Julie Martin

### Trama
Un'amica della detective Rollins, conosciuta nel gruppo di incontro e aiuto Giocatori Anonimi, afferma di essere stata violentata dal suo amante, ma il caso è difficile da dimostrare, lei lo ha fatto entrare in casa spontaneamente e le prove sono circonstanziali. Le cose si complicano ulteriormente quando si verifica un omicidio e Rollins si trova in mezzo fra la sua squadra e qualcuno che pensava fosse suo amico. La detective, infatti, sta anche cercando di portare avanti una relazione sentimentale complicata, che coinvolge il suo "sponsor" ovvero la figura assegnatale per monitorare i suoi progressi dalla dipendenza. Quando Barba è costretto però a rivelare parte della vita personale di Rollins sul banco dei testimoni, che necessariamente rendono pubblica la sua dipendenza dal gioco d'azzardo, la cosa si rivela troppo da gestire per lei, che crolla. Nel frattempo, sul fronte lavorativo, le cose stanno andando bene per i colleghi, Olivia Benson annuncia la sua promozione a sergente e Cassidy viene reintegrato come detective.
- Guest star: Nia Vardalos (Minonna Efron), Tamara Tunie (dottoressa Melinda Warner), Dean Winters (Brian Cassidy), Amy Seimetz (Lena Olson).

## Ossessioni
- Titolo originale: Psycho Therapist
- Diretto da: Michael Slovis
- Scritto da: Warren Leight e Julie Martin

### Trama
Olivia Benson è tormentata da strani incubi, in cui sogna di baciare il suo psicologo e contemporaneamente di essere minacciata con la pistola da una vecchia conoscenza. Il motivo è semplice, la detective si sta per trovare di fronte alla sua nemesi, un personaggio che, finora, è sempre risuscito a farla franca per tutti i suoi crimini. Il processo allo stupratore seriale William Lewis porta ancora una volta Benson faccia a faccia con il suo stupratore e lo stress di rivivere gli attacchi causa battute d'arresto nella sua guarigione, già molto complicata. Con lo psicopatico Lewis che prova ogni tattica possibile, inclusa quella di rappresentare se stesso al processo, Benson è costretta a rivelare i segreti che ha tenuto sul suo attacco. Quattro mesi dopo il processo, Lewis finge di essersi ferito per scappare di prigione.
- Nota: si tratta del quarto episodio dedicato al "Ciclo narrativo di William Lewis", composto in totale di sei puntate.
- Guest star: Pablo Schreiber (William Lewis), Dean Winters (Brian Cassidy), Bill Irwin (dottor Peter Lindstrom), Renée Goldsberry (Martha Marron), Jolly Abraham (dottoressa Patel).
- Citazioni: "le chiedo solo una cosa, Olivia, riuscirebbe a vivere serena sapendo che ha contribuito a scagionare Lewis?" (domanda del dottor Peter Lindstrom ad Olivia Benson durante una seduta psicologica).

## Sotto processo
- Titolo originale: Amaro's One-Eighty
- Diretto da: Nick Gomez
- Scritto da: Kevin Fox (sceneggiatura), Warren Leight (soggetto) e Julie Martin (soggetto)

### Trama
Una bella notizia viene data alla squadra, Olivia Benson ricoprirà da ora in poi il ruolo di sergente, al posto del pensionando detective Munch, poiché mancano le risorse per avere una persona nuova, e soprattutto perché la donna si è guadagnata sul campo questo ruolo. Dopo aver lasciato la cena nell'appartamento di Benson, dopo l'annuncio, Amaro e Rollins assistono alla scena di un agente che insegue un sospetto spacciatore. Una situazione di stallo porta ad una sparatoria ed un adolescente viene gravemente ferito. Quando le prove portano ad una rivelazione scioccante, l'Unità vittime speciali lotta per impedire al tenente Tucker degli Affari Interni e al detective Cassidy, recentemente assegnato proprio a quel reparto, di saltare alle conclusioni. Mentre il caso diventa di dominio pubblico, il viceprocuratore speciale Derek Strauss spinge per un atto d'accusa del gran giurì e Amaro inizia a chiedersi se combattere per il suo distintivo o per la sua famiglia. Nel frattempo, Cragen ha una nuova sconcertante notizia, che cambierà il futuro del suo gruppo di lavoro, ed annuncia il suo pensionamento dal NYPD.
- Nota: in questo episodio cambiano gli equilibri interni della SVU, Olivia Benson viene promossa sergente al posto di Munch, ed il capitano Cragen sta per andare in pensione.
- Guest star: Greg Germann (Derek Strauss), Robert John Burke (tenente Ed Tucker), Cathy Moriarty (capitano Howard), Elizabeth Marvel (Rita Calhoun), Dean Winters (Brian Cassidy), Gbenga Akinnagbe (Reverendo Biobaku).
- Citazioni: "non perda tempo con noi, reverendo, le telecamere sono in fondo al corridoio!" (capitano Cragen al reverendo Biobaku).

## Ricatti
- Titolo originale: Jersey Breakdown
- Diretto da: Jonathan Herron
- Scritto da: Céline C. Robinson (sceneggiatura) e Julie Martin (soggetto)

### Trama
La polizia arriva sulla scena di una violenza, in cui però tre diversi ragazzi si accusano a vicenda, Elton dice che gli altri due la stavano stuprando, ma gli altri negano ed accusano lui. La ragazza, a sua volta, non vuole aiutare la polizia perché ha evidentemente qualcosa da nascondere. Quando si scopre che la giovane è una fuggitiva minorenne, che si chiama Clare Wilson, ed è stata picchiata e violentata già prima dell'arrivo dei due ragazzi sulla scena, la ragazza conduce l'Unità vittime speciali da Perry Cannavaro, proprietario di uno strip club parecchio malfamato, che però nega qualsiasi illecito. Ma la squadra sospetta un giro di prostituzione minorile. Dopo che la polizia del New Jersey ha arrestato la ragazza, per il furto di una carta di credito, ed ha lavorato in quello stato in un altro night club, Barba chiede aiuto al viceprocuratore degli Stati Uniti Connie Rubirosa. Ma quando Barba e Rubirosa non riescono a ottenere l'aiuto di cui hanno bisogno dalle forze dell'ordine del Jersey, l'Unità vittime speciali inizia a sospettare un insabbiamento nell'ufficio del procuratore della contea di Hudson. Il giudice Dolan ed il procuratore Bobby Masconi hanno forse qualcosa da nascondere.
- Guest star: Stefanie Scott (Clare Wilson), Alana de la Garza (viceprocuratrice Connie Rubirosa), Chazz Palminteri (Perry Cannavaro), Shwayze (Elton Teague), Dayton Callie (Giudice Daniel Dolan), Bill Sage (procuratore Bobby Masconi).
- Citazioni: "abbiamo arrestato tre ragazzi, vogliamo sapere chi è stato!" (Olivia Benson si rivolge alla vittima Clare).

## La gang
- Titolo originale: Betrayal's Climax
- Diretto da: Holly Dale
- Scritto da: Jill Abbinanti

### Trama
Gli investigatori indagano a un sospetto rapimento di una ragazza di sedici anni e il padre punta il dito contro il suo ragazzo, affiliato a una gang locale. Dopo che la ragazza viene trovata durante un tentativo di suicidio, rivela di aver subito uno stupro di gruppo mentre il suo ragazzo era costretto a guardare e che purtroppo aveva avuto orgasmi multipli durante la violenza. Con la ragazza che ha paura di testimoniare e il ragazzo che si rifiuta di aiutare nelle indagini, Amaro trova prove che la gang era responsabile di qualcosa di più del semplice stupro.
- Guest star: Alex Hernandez (Carlos 'O.G.' Hernandez), Fernando Mateo Jr. (Miguel Castillo), Fiona Robert (Avery Capshaw), Juan Castano (Manny Montero), Armand Schultz (John Capshaw), Cadden Jones (Lydia Capshaw).

## Un figlio indesiderato
- Titolo originale: Wednesday's Child
- Diretto da: Laura Belsey
- Scritto da: Peter Blauner (sceneggiatura) e Warren Leight (soggetto)

### Trama
Quando un padre scopre che suo figlio è scomparso dal suo letto, gli investigatori sospettano che il ragazzo si sia allontanato da solo a causa della sua storia di problemi comportamentali. La ricerca diventa più urgente quando la pompa per insulina del ragazzo si esaurisce e con il ragazzo viene avvistata una pericolosa coppia di criminali. Con il ragazzo ancora scomparso, gli investigatori cercano di mettere i criminali l'uno contro l'altro. La situazione è molto complessa, perché la coppia, che ha assunto nel tempo diverse identità, è coinvolta anche nella produzione di video a tema pedopornografico ed il piccolo bambino sparito potrebbe essere in gravissimo pericolo.
- Guest star: John Benjamin Hickey (Tom Moore), Rosanna Arquette (Alexa Pierson), Mark Boone Junior (Roger Pierson), Pablo Schreiber (William Lewis), Bill Irwin (dottor Peter Lindstrom), Jessica Phillips (viceprocuratrice distrettuale Pippa Cox), Jodie Markell (Lisa Moore).

## Spettacoli indecenti
- Titolo originale: Comic Pervesion
- Diretto da: Alex Chapple
- Scritto da: Brianna Yellen e Julie Martin

### Trama
L'episodio inizia con alcuni studenti universitari che guardano un comico fare la sua esibizione in un cabaret. Il comico inizia a scherzare sullo stupro. Quando il comico umilia una ragazza che sta protestando contro di lui, due ragazzi la aggrediscono sessualmente. La ragazza denuncia il crimine a Olivia Benson che poi indaga. Il comico, Josh Galloway, finisce per invitare i detective dell'Unità vittime speciali al suo prossimo spettacolo e abusa verbalmente di loro durante l'esibizione. Barba dice all'Unità vittime speciali che non possono arrestare il comico solo sulla base delle sue parole.
Quando un'altra studentessa accusa il comico di stupro, Benson arresta rapidamente l'uomo, dando a Barba un caso difficile e circostanziale, che lo spinge a denunciare Benson per l'arresto. Rafael Barba mette comunque Galloway sotto processo, cosa che spinge il comico a usare il processo come materiale per i suoi spettacoli. Alla fine Galloway viene incastrato dalla ragazza che ha umiliato, che riesce a registrarlo durante la violenza sessuale e lui accetta un patteggiamento di dieci anni nel registro degli autori di reati sessuali. Mentre Olivia sta finendo il suo lavoro, la detective di Chicago Erin Lindsay entra in cerca di un fascicolo su uno stupratore. Erin è sorpresa quando Olivia si rivela gentile proprio come aveva detto Hank Voight.
- Guest star: Sophia Bush (Erin Lindsay), Jonathan Silverman (Josh Galloway).

- Nota: Questo episodio inizia un crossover con Chicago P.D., che si conclude nell'episodio "New York Chicago". Narra la storia di una donna che viene violentata e derisa in pubblico. La trama del crossover viene introdotta negli ultimi due minuti dell'episodio, quando entra in scena uno dei personaggi di Chicago PD. Stranamente, nella versione italiana, questa scena è stata eliminata.

## Prova di coraggio
- Titolo originale: Gridiron Soldier
- Diretto da: Jean de Segonzac
- Scritto da: Julie Martin (soggetto) e John Paul Roche (sceneggiatura)

### Trama
Quando una star del football del liceo scompare a New York, suo zio chiede aiuto a Rollins, un'amica della sua città natale. Quando Rollins trova il ragazzo in prigione, inizia a sospettare che sia stato vittima di uno scherzo crudele da parte della squadra di football della Hudson University. Sebbene inizialmente sia riluttante a lasciare che le indagini procedano, Benson lascia che Amaro e Rollins esaminino le abitudini della squadra di football, scoprendo diverse vittime di abusi, pregiudizi e nonnismo. Cedric di fatto è una vittima, eppure contro di lui viene intentato un processo molto complicato, che lo vuole trasformare in colpevole. La squadra si troverà davanti ad un bivio morale, legalmente si tratta di uno "stupro di terzo grado", quindi la vicenda ha dei contorni molto più complessi del solito. Nel frattempo Amanda cerca di portare avanti la sua relazione e frequentare il gruppo di aiuto per la dipendenza da gioco d'azzardo.
- Guest star: Glenn Morshower (coach Bill Becker), Luke Guldan (Bucky Dinucci), Greg Finley (Eddie Thorpe), Winston Duke (Cedric Jones), Glenn Fleary (Larry Jones).
- Citazioni: "Cedric è una vittima, ha subito un abuso sessuale, forse non è la nostra battaglia" (detective Amanda Rollins).
- Citazioni: "Secondo me la differenza tra una squadra di football ed una gang, è che nella gang non indossano il casco" (detective Fin Tutuola).

## Sotto copertura
- Titolo originale: Gambler's Fallacy
- Diretto da: Alex Chapple
- Scritto da: Julie Martin (sceneggiatura), Warren Leight (sceneggiatura) e Kevin Fox (soggetto)

### Trama
Quando la dipendenza dal gioco d'azzardo di Rollins la spinge in un club illegale, una cameriera fa capire ai gestori del club che è una poliziotta. Uno degli uomini del pool criminale, infatti, arriva a strappare la camicetta della detective, mettendola al muro e scoprendo il fatto che faccia parte della polizia, anche se lei si difende, dicendo di essere in quel club illegale fuori servizio, e solo per giocare lei personalmente, non per fare una indagine di polizia. Rollins stringe un accordo con i gestori per far scomparire la sua attività illegale, ma quando il suo debito non viene pagato alle loro condizioni, viene coinvolta in un crimine impensabile, che costringe Benson e il detective Tutuola a sospettare della sua colpevolezza. Fortuna vuole che ci sia qualcuno dalla sua parte all'interno del gruppo criminale, una persona che potrebbe non essere davvero quello che dice di essere. 
- Guest star: Sherri Saum (Sondra Vaughn), Stefanie Scott (Clare Wilson), Fernanda Andrade (Beatriz Amarante), Donal Logue (Declan O'Rourke), Lothaire Bluteau (Anton Nadari), Karen Tsen Lee (Dottoressa Susan Chung).

## Crimine d'onore
- Titolo originale: Criminal Stories
- Diretto da: Mariska Hargitay
- Scritto da: Peter Blauner (sceneggiatura), Warren Leight (soggetto) e Julie Martin (soggetto)

### Trama
L'Unità vittime speciali indaga sullo stupro di Heba Salim, una ragazza indiana musulmana, violentata solo perché tale. Pare trattarsi di un crimine d'odio, perché, come ribadisce un reverendo che la conosce, le è stato tolto il velo, è stata riempita di insulti razzisti, ed anche è stata chiamata dai criminali con l'appellativo "cagna islamica". A complicare tutto lo sviluppo dell'indagine, c'è Jimmy MacArthur, un giornalista impiccione che, mentre sta scrivendo un articolo proprio sulle imprese della SVU, con le sue parole, mette in cattiva luce la vittima sugli articoli dei giornali che scrive. Eppure, anche secondo gli agenti, ci sono alcuni particolari che non quadrano nella storia della vittima, come il fatto che gli aggressori sapessero il fatto che fosse indiana, pur non conoscendola ed il fatto che, pur con ferite vere, ha mentito sicuramente sul luogo dell'aggressione. Un elemento chiave per le indagini potrebbero essere delle misteriose fibre animali ritrovate sui vestiti della vittima. Dove si troverà la verità? 
- Guest Star: Alec Baldwin (giornalista Jimmy MacArthur), Katie Couric (giornalista TV), Summer Bishil (vittima Heba Salim), Delaney Williams (John Buchanan), Leslie Odom Jr. (reverendo Curtis Scott), Tamara Tunie (dottoressa Melinda Warner), Katie Couric (se stessa).
- Nota: nell'episodio compare Katie Couric, una reale e celebre giornalista televisiva statunitense del canale CBS.
- Curiosità: dopo averla conosciuta personalmente sul set di questo episodio, Alec Baldwin ha voluto Summer Bishil come ospite fissa nel suo programma televisivo The Alec Baldwin Show, trasmesso dal network ABC nel 2018.
- Citazioni: "Qui si dovrebbe vivere meglio che a Nuova Dheli! (La madre di Heba Salim rivolgendosi alla SVU).
- Citazioni: "Qui l'unica violenza è quella verso la verità, la ragazza ha mentito!" (giornalista Jimmy MacArthur).

## Infanzia violata
- Titolo originale: Downloaded Child
- Diretto da: Adam Bernstein
- Scritto da: Warren Leight (soggetto), Jill Abbinanti (sceneggiatura) e Julie Martin (soggetto)

### Trama
La squadra interviene sulla scena di un salvataggio molto complesso, un bambina, in stato di shock, si trova prigioniera su un balcone e rischia di cadere di sotto, Maddie voleva dare da mangiare agli uccellini e si è chiusa accidentalmente fuori, senza che nessuno fosse a casa. Una volta messa in sicurezza la piccola dice di non poter dire a nessuno dove sono i suoi genitori, e fa quindi insospettire Olivia ed il suo team. Quando la madre viene rintracciata si scopre che è Jenny Aschler, una pregiudicata, già nota alle forze dell'ordine. La donna si rifiuta di fidarsi di qualcuno che si prenda cura di sua figlia, ed ha preferito lasciare la bambina a casa da sola per giorni, mettendola in pericolo. La paura patologica della madre per gli uomini porta il tenente Benson a sospettare che la stessa Jenny possa essere stata una vittima di stupro in passato, ed anche la sua paranoia l'ha portata a lasciarsi col violento marito, Gary, padre biologico della bambina. Con l'aiuto del dottor Lindstrom, recupera ricordi d'infanzia repressi di violenza, stupro e abbandono, grazie ad un database dell'FBI sulla pedofilia si scopre un passato incredibile. Nel frattempo, Benson interrompe la sua relazione con Cassidy dopo aver realizzato che le loro vite stanno andando in direzioni diverse.
- Guest star: Meghann Fahy (Jenny Aschler), Bill Irwin (dottor Peter Lindstrom), Daniel Stewart Sherman (Gary Aschler), Dean Winters (agente Brian Cassidy), Ella Anderson (Maddie Aschler).

## L'ossessione della bestia
- Titolo originale: Beast's Obsession
- Diretto da: Steve Shill
- Scritto da: Warren Leight e Julie Martin

### Trama
William Lewis evade di prigione e inizia un'altra furia omicida. Benson viene rimossa dal comando dell'Unità vittime speciali di Manhattan e il caso viene assegnato al tenente Declan Murphy. A Benson viene chiesto di rimanere nel distretto, ma quando Lewis rapisce una giovane ragazza, Benson è costretta a decidere quanto è disposta a sacrificare per salvare la vita della bambina. Lewis dà a Olivia una scelta o lasciarsi stuprare da lui oppure vedere stuprata la bambina da Lewis. Olivia decide di lasciarsi stuprare da Lewis per risparmiare tale dolore e shock alla piccola ma all'improvviso Lewis quando capisce che Olivia non ha paura di lui decide di non violentarla e mettere nelle mani del destino la sua vita e quella di Olivia decidendo di giocare una partita alla Roulette Russa con un revolver. I due si passano più volte la pistola ma quando Olivia capisce che morirà essendo la penultima camera vuota e che a lei toccherà morire Lewis cambia idea un'altra volta e si uccide con il proiettile destinato a Olivia per far credere a tutti che lei l'abbia ucciso.
- Nota: si tratta del quinto episodio dedicato al "Ciclo narrativo di William Lewis", composto in totale di sei puntate.
- Guest star: Pablo Schreiber (William Lewis), Donal Logue (tenente Declan Murphy), Renée Goldsberry (Martha Marron), Alex Hernandez (Carlos 'O.G.' Hernandez).

## Post-Mortem Blues
- Titolo originale: Post-Mortem Blues
- Diretto da: Michael Slovis
- Scritto da: Julie Martin e Warren Leight

### Trama
Olivia Benson viene salvata dalla squadra pochi istanti dopo l'ultimo atto di Lewis e l'indagine del tenente Tucker sull'operato della Benson è considerata inconcludente. Il dubbio che attanaglia gli Affari Interni è che la versione raccontata dalla vittima, ovvero che lo psicopatico William Lewis sia stato ucciso dalla donna, e non è vero che si sia suicidato, anche perché il geniale criminale ha usato apposta la mano sinistra, pur non essendo mancino, per alterare la scena del crimine e far vedere una posizione della pistola sfavorevole al sergente Benson, durante la prova della balistica. Quando l'ufficio del procuratore distrettuale di Brooklyn, guidato dal viceprocuratore distrettuale Strauss, convoca un gran giurì per indagare di nuovo sulle sue azioni, il tormento della Benson continua e lei deve scegliere tra il suo distintivo e le sue convinzioni. Dopo tutto quello che ha passato per colpa di uno psicopatico, ora è pure costretta a difendersi dalle accuse di essersi fatta giustizia da sola.
- Nota: si tratta del sesto ed ultimo episodio dedicato al "Ciclo narrativo di William Lewis". Il supercriminale verrà ricordato per le sue gesta anche in seguito in occasione dell'apparizione di nuovi personaggi multi episodio come Greg Yates e Carl Rudnick.
- Guest star: Bill Irwin (dottor Peter Lindstrom), Pablo Schreiber (psicopatico William Lewis), Tamara Tunie (dottoressa Melinda Warner), Robert John Burke (tenente Ed Tucker), Donal Logue (tenente Declan Murphy), Greg Germann (viceprocuratore Derek Strauss), Elizabeth Marvel (avvocatessa Rita Calhoun), Karen Tsen Lee (dottoressa Susan Chung).

## Ragionevole dubbio
- Titolo originale: Reasonable Doubt
- Diretto da: Alex Chapple
- Scritto da: Kevin Fox e Robert Brooks Cohen

### Trama
Su un set concitato le riprese di una serie TV vanno avanti, tra incomprensioni tra il cast e la produzione, e all'improvviso si presenta sulla location la SVU. La squadra dell'Unità vittime speciali indaga infatti sul famoso produttore televisivo Frank Maddox, quando viene accusato di aver molestato la figlia di otto anni. Il pediatra della piccola ha trovato le tracce di una presunta violenza, ed ora si sospetta del padre. La sua ex moglie, la famosa attrice Catherine Summers, ha chiesto la separazione perché ha trovato il marito a letto con la sorella, ed ora vuole sapere la verità. Quando però la donna si rifiuta di collaborare con le autorità, gli investigatori sospettano che si in realtà uno stratagemma per ottenere il favore del pubblico mentre si dibatte della separazione dal marito e dell'affidamento della piccola Chelsea. Con Maddox fidanzato ora con Rose, la sorella minore della sua ex moglie con cui la ha tradito, Olivia Benson combatte per aiutare la bambina in mezzo al circo mediatico.
- Guest star: Bradley Whitford (Frank Maddox), Samantha Mathis (Catherine Summers), Emma Bell (Rose Summers), Donal Logue (tenente Declan Murphy), Jeffrey Tambor (avvocato difensore Lester Cohen), Clare Foley (Chelsea Maddox), Emma Bell (Rose Summers), Ann Curry (se stessa), Geraldo Rivera (se stesso).
- Citazioni: "Frank, ho dei dubbi sul mio personaggio... - Si anche io, non so se farlo morire in questa stagione!" (Dialogo tra Frank Maddox ed un attore sul set)

## Pensieri criminali
- Titolo originale: Thought Criminal
- Diretto da: Adam Bernstein
- Scritto da: Peter Blauner (soggetto e sceneggiatura), Julie Martin (soggetto) e Warren Leight (soggetto)

### Trama
La squadra collabora con una attrice dalle fattezze molto giovanili, che si finge una quattordicenne in una chat erotica, per tendere una trappola ai pedofili online. Tra gli oltre ottocento contatti in poche ore, Olivia ed il suo team individuano anche un ufficio pubblico di New York, dove si recano per arrestare il guardone. Murphy guida quindi la squadra in un'operazione sotto copertura che prende di mira i possibili molestatori sessuali e presto scoprono, tra le varie segnalazioni, anche un fotografo molto noto ed apprezzato della scena newyorkese, Simon Wilkes, le cui fantasie potrebbero aver oltrepassato il limite nella realtà a spese di un bambino. Stavolta si va molto oltre la pedofilia sessuale, perlomeno nelle fantasie, che però, tramite fotomontaggi e richieste online di poter avere dei minori da rinchiudere in una "camera speciale", stavolta ben reale e concreta, rivelano una realtà sconcertante. Tutuola e Murphy riescono a venire in contatto diretto con Wilkes. Dopo un'orribile scoperta, gli investigatori spingono Barba a portare questo caso difficile in giudizio. Senza andare oltre, ma con la creazione di questa camera reale, dove nessuno è mai entrato, c'è un reale crimine? La giuria si trova davanti ad un forte dilemma.
- Guest star: Joshua Malina (fotografo Simon Wilkes), Nia Vardalos (avvocatessa Minonna Efron), Brian Baumgartner (Gordon Montlieff), Laura Benanti (Maria Grazie Amaro), BD Wong (dottor George Huang), Donal Logue (tenente Declan Murphy).
- Citazioni: "Ascolta, lui è un artista, Nick, certo, con la sua arte oltrepassa i limiti!" (Durante l'interrogatorio la detective Rollins cerca di capire la psicologia e le motivazioni del fotografo pervertito Simon Wilkes).
- Citazioni: "Vuole davvero vivere in un mondo dove si va in prigione per delle fantasie?" ( (avvocatessa Efron, rivolta a Barba).

## Una casa per Noah
- Titolo originale: Spring Awakening
- Diretto da: Norberto Barba
- Scritto da: Warren Leight (soggetto e sceneggiatura), Julie Martin (soggetto e sceneggiatura) e Kevin Fox (soggetto)

### Trama
Amaro viene accusato dall'ufficio del procuratore distrettuale dopo aver aggredito Simon Wilkes mentre era fuori servizio e Munch torna per fornirgli i consigli tanto necessari. Nel frattempo, la squadra indaga su una serie di stupri e rapine a danno di turisti maschi, con Murphy che guida un'altra operazione sotto copertura. Quando una coppia viene arrestata come sospettata, si scopre che la donna ha un legame sorprendente con il piccolo sconosciuto, le cui udienze per l'affidamento continuano a distrarre Benson. Nel frattempo Amaro finisce in custodia presso un carcere, ed in suo inatteso aiuto arriva una vecchia conoscenza dell'Unità vittime speciali.
- Guest star: Donal Logue (tenente Declan Murphy), Joshua Malina (Simon Wilkes), Jessica Phillips (viceprocuratrice Pippa Cox), Emma Greenwell (Ellie Porter), Peter Hermann (Trevor Langan), Richard Belzer (John Munch).
- Citazioni: "prendo un ottimo stipendio e due pensioni, e diciamo che non ho sperperato il mio stipendio. Ti ho pagato la cauzione, andiamo!" (detective Munch rivolto a Nick Amaro in carcere)